# TAKRAF

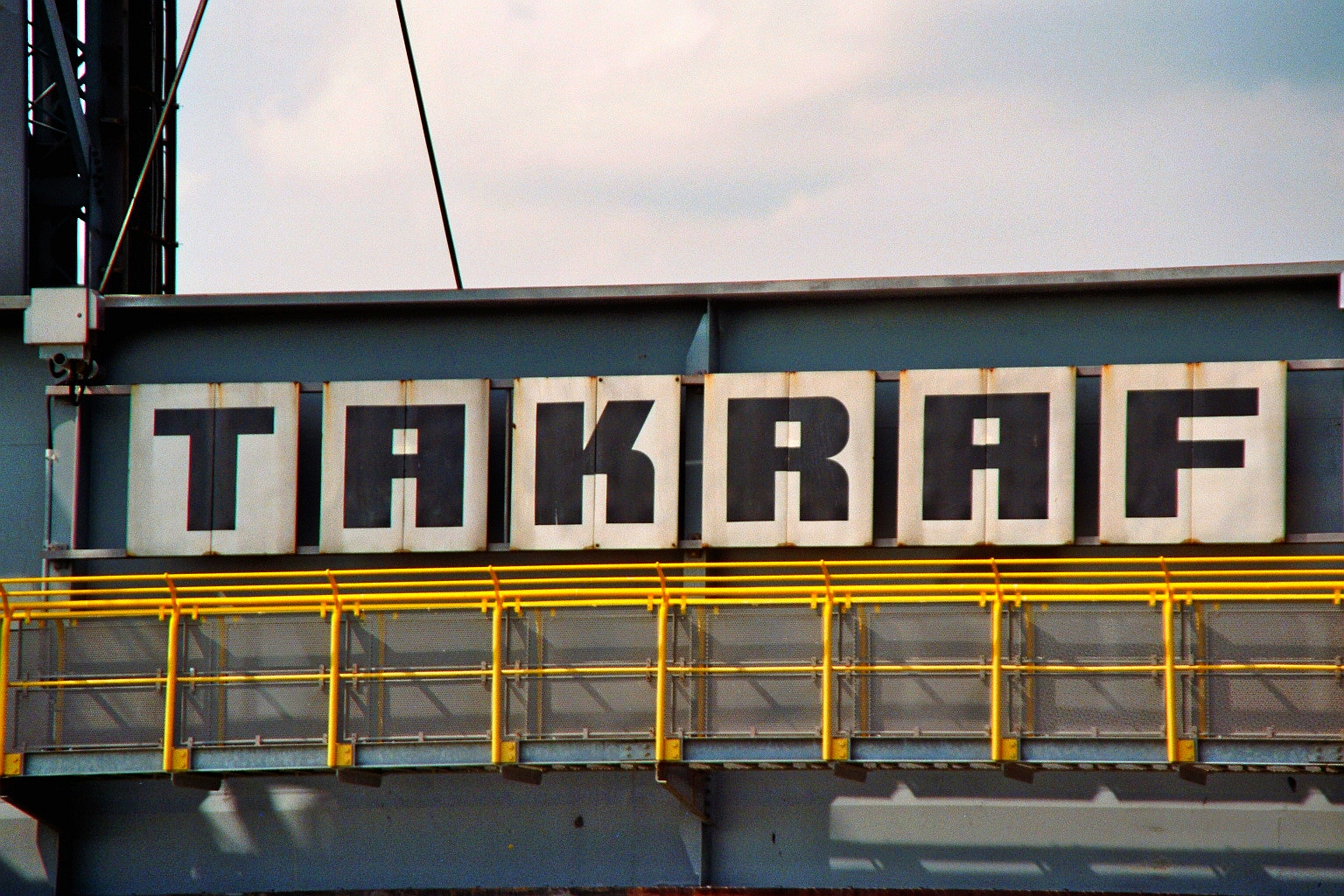
Логотип TAKRAF на конвейерном мосту Overburden F60

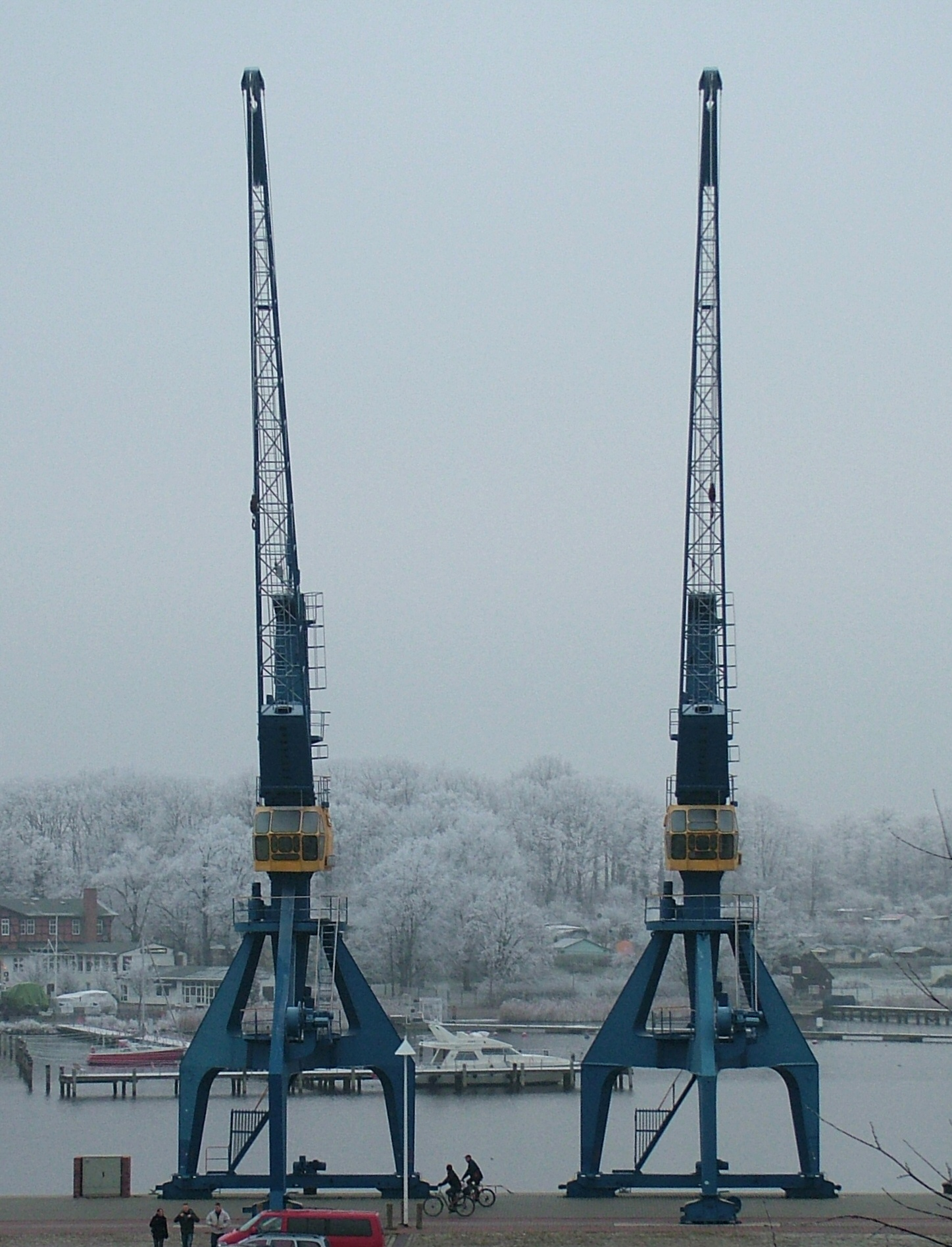
Портальные портовые краны TAKRAF в г. Росток

TAKRAF (сокр. от Tagebergbau-Ausrüstungen, Krane und Förderanlagen) — немецкая компания, специализирующаяся на выпуске грузоподъёмных кранов и горно-рудного, а также специального оборудования. Штаб-квартира находится в городе Лейпциг, а производственные мощности находятся в г. Лауххаммер.

## История

### 1948—1990. Эпоха ГДР
Название TAKRAF ведёт свою историю с 1948 года, когда был создан машиностроительный комбинат.
В 1958 году принято решение на базе комбината TAKRAF создать Объединение народных предприятий).
В период с 1958 года по 1960 год головное предприятие VVB TAKRAF сконцентрировалось на выпуске карьерного оборудования.
В 1962 году к объединению TAKRAF присоединено Государственное Предприятие тяжёлого машиностроения Лауххаммер (1725).
К 1964 году TAKRAF становится признанным во всём мире товарным знаком.
С 1 января 1979 года VVB TAKRAF становится Государственным предприятием.
Продукция марки TAKRAF постоянно участвовала во многих выставках и получала высокие награды, в том числе на своей, «домашней» площадке — Лейпцигской ярмарке.
На предприятиях комбината выпускались: колёсные и гусеничные экскаваторы серии UB, а также карьерные роторные экскаваторы, карьерные перегружатели и другое карьерное оборудование; различные краны: портальные портовые и плавучие краны Albatros и Kondor, серии кранов на гусеничном ходу с индексом «RDK» и железнодорожном ходу EDK, на автомобильном ходу с индексом «ADK» и пневмоколёсном ходу с индексом «MDK»; готовые фабрики угольного брикета BF и множество другой продукции. В частности, были изготовлены пять конвейерных мостов для вскрышных пород, использовавшихся при открытой добыче бурого угля на Лужицких месторождениях TAKRAF F60, которые являются крупнейшими передвижными промышленными машинами в мире.
VVB TAKRAF стало крупнейшим в машиностроительной отрасли ГДР и включало 48 государственных народных предприятий.
Число работавших в 1970-х годах составляло более 40 тысяч человек.
К 1990 году число народных предприятий, входящих в объединение сократилось до 26.

### Состав Объединения VVB TAKRAF
- TAKRAF Export-Import Außenhandel Berlin
- VEB Bagger-, Förderbrücken- und Gerätebau (BFG) Lauchhammer
- VEB Förderanlagen «7. Oktober» Magdeburg
- VEB Förderanlagen und Kranbau Köthen
- VEB Kranbau Eberswalde
- VEB Kranbau Schmalkalden
- VEB Schwermaschinenbau S.M. Kirow Leipzig
- VEB Zemag Zeitz
- VEB Montan Leipzig
- VEB Schwermaschinenbau «Georgi Dimitroff» Magdeburg
- VEB Berliner Aufzug- und Fahrtreppenbau Berlin
- VEB Hebezeugwerk Suhl
- VEB Sächsischer Brücken- und Stahlhochbau Dresden
- VEB Förderausrüstungen Aschersleben

## Период после воссоединения Германии
В 1990 году «Опекунский Совет ФРГ по собственности бывшей ГДР» ликвидировал Государственное VVB TAKRAF и передал головной комбинат в руки созданной компании «Предприятие тяжёлого машиностроения TAKRAF AG». Остальные предприятия, входившие в VVB TAKRAF перешли к другим владельцам. С середины 1990-х до 2000-х компания объединилась с компанией MAN в группу MAN TAKRAF. С 2008 года, после поглощения компанией Tenova S.p.a., компания продолжает действовать в ФРГ под маркой TAKRAF GmbH и под маркой Tenova TAKRAF на международном рынке. Компания сохранила основную сферу деятельности — выпуск карьерного оборудования.